# Termitodesmidae
Termitodesmidae é uma família de milípedes pertencente à ordem Glomeridesmida.
Género:
- Termitodesmus Silvestri, 1911